# ابن ناصر الدين
ابن ناصِر الدِّين (يونيو 1375 - أكتوبر 1438م) هو محدث ومؤرخ ، من بلاد الشام. هو محمد بن عبد الله أبي بكر بن محمد بن أحمد بن مجاهد القيسي الدمشقي الشافعي، شمس الدين، الشهير بابن ناصر الدين. ولد بدمشق ، وولي مشيخة دار الحديث الأشرفية (سنة 837 هـ) وقتل شهيداً في إحدى قرى دمشق.

## سيرته
ھو شمس الدین أبو عبد الله محمد بن أبي بکر عبد الله بن محمد بن أحمد ابن مجاھد بن یوسف بن محمد القیسي الحموي الأصل الدمشقي الشافعي. ولد في العشر الأول، من المحرم سنة 777 هـ بدمشق۔

### طلبه للعلم
طلب الحديث، وجود الخط على طريقة الذهبي بحيث صار يحاكي خطه، وصنف عدة تصانيف، وتخرج به نجم الدين عمر بن فهد المكي وصار محدث البلاد الدمشقية.
قال المقريزي: 
| ابن ناصر الدين | طلب الحديث، فصار حافظ بلاد الشام من غير منازع، وصنف عدة مصنفات، ولم يخلف في الشام بعده مثله | ابن ناصر الدين |

## آثاره
من آثاره:
- «جامع الاثار في مولد المختار» ، طبع بتحقيق من رفيق حميد طه السامرائى.[11]
- «افتتاح القاري لصحيح البخاري»
- «عقود الدرر في علوم الأثر»
- «الرد الوافر على من زعم أن من سمى ابن تيمية شيخ الإسلام كافر»، طبع بتحقيق الشيخ زهير الشاويش.
- «برد الأكباد عن فقد الأولاد»
- «شرح منظومة الاصطلاح»
- «مختصر إعراب القرآن» ، للسفاقسي
- «ريع الفرع، في شرح حديث أم زرع»
- «بديعة البيان» أرجوزة في التراجم، على طريقة مبتكرة في تواريخ الوفيات.
- مجلس في ختم السيرة النبوية، تحقيق إبراهيم صالح، (سلسلة نوادر الرسائل)، دار البشائر بدمشق، 1998.
- «السراق والمتكلم فيهم من الرواة»
- «كشف القناع عن حال من ادعى الصحبة أو له اتباع»
- «الإعلام بما وقع في مشتبه الذهبي من الأوهام»
- «توضيح المشتبه»، طبع في 10 مجلدات، بتحقيق محمد نعيم العرقسوسي.
- «سلوة الكئيب بوفاة الحبيب»
- «إتحاف السالك برواة الموطأ عن الإمام مالك»[12]